# 乌特图
乌特图（Uttu）是苏美尔神话中的纺织和服装女神。她是恩基和宁古拉所生的孩子，她与恩基生下了七个新小孩/树，第八个是提“Ti”（“生命”之树，与“肋骨”有关）。当恩基吃掉乌特图的孩子后，宁胡尔萨格用八种伤病诅咒了他，并从他身边消逝。 乌特图在苏美尔语中的意思是“编织”，她被画成一只网中的“蜘蛛”。她也是一位神殿中的女神。
她有时会被误认是苏美尔神话中的男性太阳神-乌图（Utu）。

## 现代文学中的乌特图

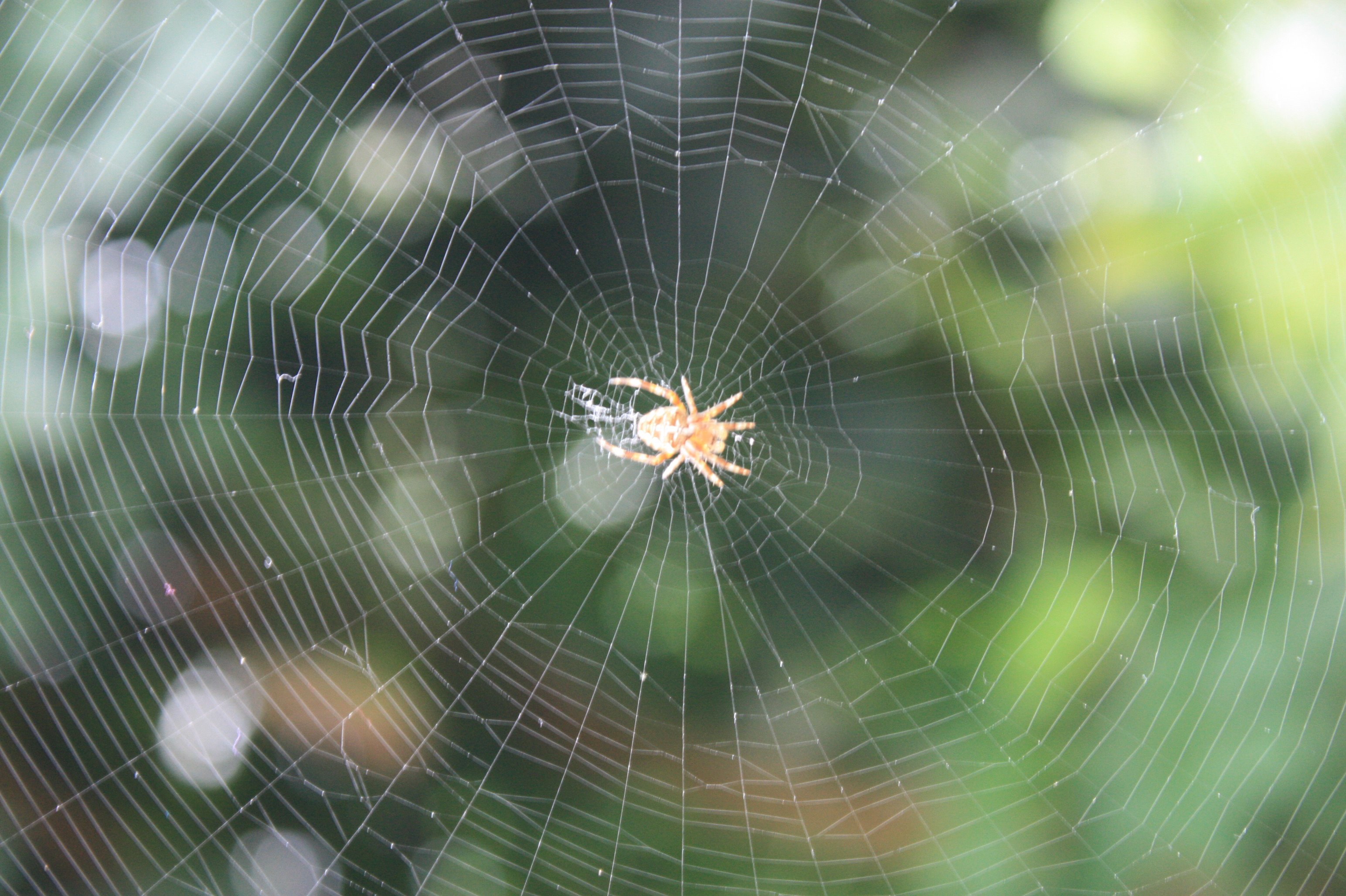
部分學者認為，乌特图來自一只正在织网的蜘蛛，但此观点的证据很有限。

作者安妮·戴曼特（Anita Diamant）在她的《红帐篷》（The Red Tent）中讲述了乌特图的故事，她是月亮神南纳和平原之母宁胡尔萨格的女儿，平原的母亲，通过辟拉，成为了拉班的妻子。

## 参阅文献
安妮·戴曼特. (1997年). 《红帐篷》(第79-80页). 纽约：圣马丁出版社.